# Certonotus zebrus
Certonotus zebrus är en stekelart som beskrevs av Ian D. Gauld och Holloway 1986. Certonotus zebrus ingår i släktet Certonotus och familjen brokparasitsteklar. Inga underarter finns listade i Catalogue of Life.